# Franco Atchou
Franco Atchou là một cầu thủ bóng đá người Togo.
Atchou thi đấu cho U-20 Togo ở Cúp bóng đá U-20 châu Phi 2015 ở cả bốn trận vòng loại trước Maroc và Mali năm 2014.
Anh thi đấu cho Togo vào ngày 4 tháng 10 năm 2016 trong trận giao hữu với Uganda. Trước đó anh từng đại diện Togo ở vòng loại Giải vô địch bóng đá châu Phi 2016.

## Sự nghiệp quốc tế

### Bàn thắng quốc tế
Bàn thắng và kết quả của Togo được để trước.
| #  | Ngày                 | Địa điểm                                             | Đối thủ         | Bàn thắng | Kết quả | Giải đấu |
| -- | -------------------- | ---------------------------------------------------- | --------------- | --------- | ------- | -------- |
| 1. | 13 tháng 10 năm 2019 | Sân vận động Marcel Roustan, Salon-de-Provence, Pháp | Guinea Xích Đạo | 1–1       | 1–1     | Giao hữu |